# Cantabria romana
Desarrollada la conquista romana del territorio cántabro entre los años 29 a. C. y 19 a. C., los enfrentamientos mantenidos por Roma contra los diversos pueblos del norte hispano (cántabros y astures, principalmente) representaban la culminación de la larga conquista de la península ibérica. El control romano se mantendrá hasta comienzos del siglo V, cuando la incursión de pueblos bárbaros en la península favoreció la recuperación de la autonomía por parte de los cántabros.
Tras la culminación de la conquista, el Imperio romano llevará a cabo una organización administrativa del territorio de los cántabros cuyo fin está orientado a su explotación económica. Así se inicia una política de construcción de infraestructuras que permitan activar la explotación y el comercio fundamentalmente de los recursos mineros que albergaba su subsuelo: fundamentalmente sal, plomo y hierro.

## Cantabria prerromana

Cantabria durante el periodo de las guerras cántabras. El mapa señala las fronteras del territorio cántabro en relación con la Cantabria actual así como las distintas tribus que lo habitaban, los pueblos vecinos, ciudades y accidentes geográficos interpretados a partir de fuentes clásicas.

La primera referencia escrita del nombre de Cantabria se remonta hacia el año 195 a. C. en el que el historiador Catón el Viejo habla en su libro Orígenes del nacimiento del río Ebro en el país de los cántabros: 

... fluvium Hiberum; is oritur ex Cantabris; magnus atque pulcher, pisculentus.
Marco Porcio Catón. Orígenes: VII

A partir de aquí las citas sobre cántabros y Cantabria se suceden continuamente, puesto que los cántabros se empleaban como mercenarios en diferentes conflictos tanto dentro como fuera de la península. Hay constancia de que participaron en la guerra de los cartagineses contra Roma durante la segunda guerra púnica por las referencias de Silio Itálico (libro III) y Quinto Horacio Flacco (lib. IV, oda XIV). También se les menciona durante el sitio de Numancia llevado a cabo por Cayo Hostilio Mancino, que se dice levantó el sitio a la ciudad al ser informado de que cántabros y astures acudían en su auxilio.
La mayor parte de los testimonios posteriores aparecen a raíz del inicio de las guerras cántabras contra Roma en el año 29 a. C. Se conservan en torno a 150 referencias de este pueblo de cuya fama dejan constancia textos griegos y latinos. Su territorio rebasaba significativamente los límites de la actual comunidad autónoma de Cantabria, localizándose al norte con el mar Cantábrico, nombre con el que le bautizaron los romanos; al oeste con el río Sella, en el actual Principado de Asturias; por el sur se extendía hasta Peña Amaya, en la actual provincia de Burgos, y al este se extendía hasta casi Castro-Urdiales, en torno al río Agüera.
El poblamiento del territorio durante la Edad del Hierro se apoyaba en poblados fortificados, denominados castros, que se asentaban sobre altos de fácil defensa. En el sur de Cantabria este tipo de emplazamientos fueron de especial interés debido a las necesidades estratégicas y defensivas del país. Algunas de estas fortificaciones llegaron a tener unas dimensiones formidables, con impresionantes aparatos defensivos que permitían refugiar a más de una tribu entera en tiempos de guerra, como los de Peña Amaya, Monte Cildá o Monte Bernorio.
Se tiene evidencias que ya desde la Edad del Bronce los cántabros que habitaron en las zonas costeras tuvieron relaciones y contactos comerciales a través del mar con otros pueblos del mundo céltico del arco atlántico. Así lo demuestra el denominado caldero de Cabárceno, hallado en Sierra de Cabarga y de posible fabricación irlandesa o británica, y otros utensilios de bronce encontrados.

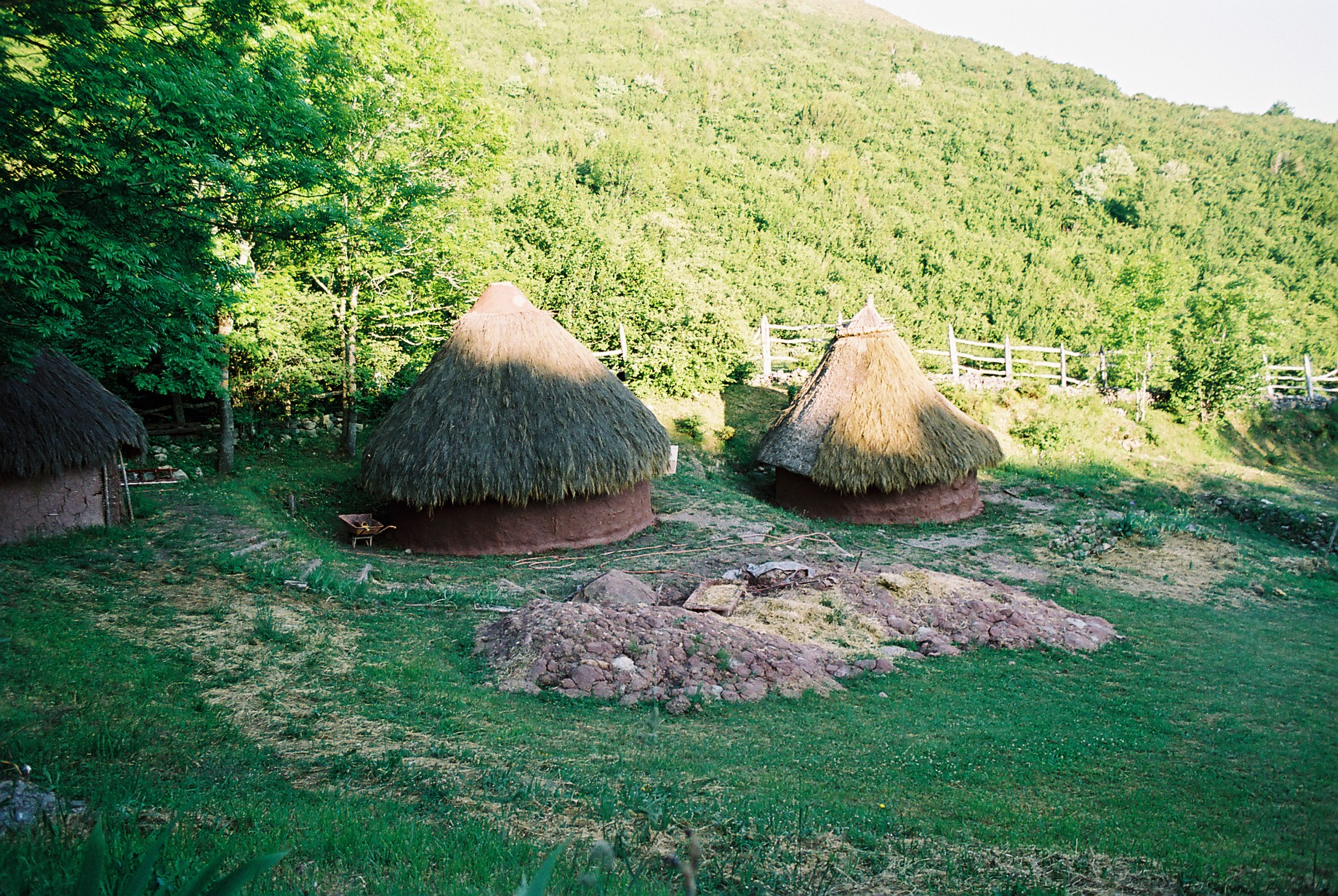
Reproducción de un antiguo poblado cántabro de la Edad del Hierro en la localidad de Argüeso.

A través de fuentes clásicas y hallazgos epigráficos se sabe que los cántabros, a semejanza de otros pueblos de la península ibérica, abandonaban temporalmente su territorio para ofrecerse como mercenarios a otros pueblos, destacando de ellos su fiereza y carácter combativo:

[...] Los cántabros por su fiereza eran los primeros, los más violentos y los más pertinaces en la rebelión, los cuales, no contentos con defender su libertad, trataban también de dominar a sus vecinos, atormentando a los Vacceos, Turmogos y Autrigones con incursiones frecuentes.
Floro II, 33, 46-47

En el caso de los cántabros tradicionalmente se han justificado este hecho por la importancia de la actividad bélica en su sociedad y las escasa posibilidades que la tierra y el clima les ofrecía para su sustento, lo que dio lugar a la marcada condición guerrera de sus gentes.
Con anterioridad a la conquista romana del país parece que los cántabros ya sirvieron como fuerza armada en los ejércitos del general cartaginés Asdrúbal Barca que se dirigían a la península itálica con el fin de prestar auxilio a Aníbal frente a Roma, en el año 208 a. C. Por otro lado las crónicas de Julio César señalan la existencia de soldados cántabros en el ejército de Pompeyo durante la guerra civil que libraron ambos generales en Hispania, en el siglo I a. C. Así mismo, en De Bello Gallico informa de la presencia de estos como aliados de las tribus celtas aquitanas en la guerra de las Galias, en el año  56 a. C.

## Cantabria romana
Tras el sometimiento y control militar de la zona por parte del ejército romano, Roma llevará a cabo una organización administrativa del territorio de los cántabros cuyo fin está orientado a su explotación económica. Así se inicia una política de construcción de infraestructuras que permitan activar la explotación y el comercio fundamentalmente de los recursos mineros que albergaba su subsuelo: fundamentalmente sal, plomo y hierro.
La Legio IIII Macedonica queda instalada en Pisoraca (próxima a Herrera de Pisuerga) con el fin de comenzar la romanización de los indígenas derrotados, situándose destacamentos militares en otros lugares más al interior del territorio cántabro. No obstante la paz no estaba ni mucho menos consolidada, pues tres años después de la victoria cántabra, hacia el 16 a. C., vuelve a haber insurrecciones de los cántabros.

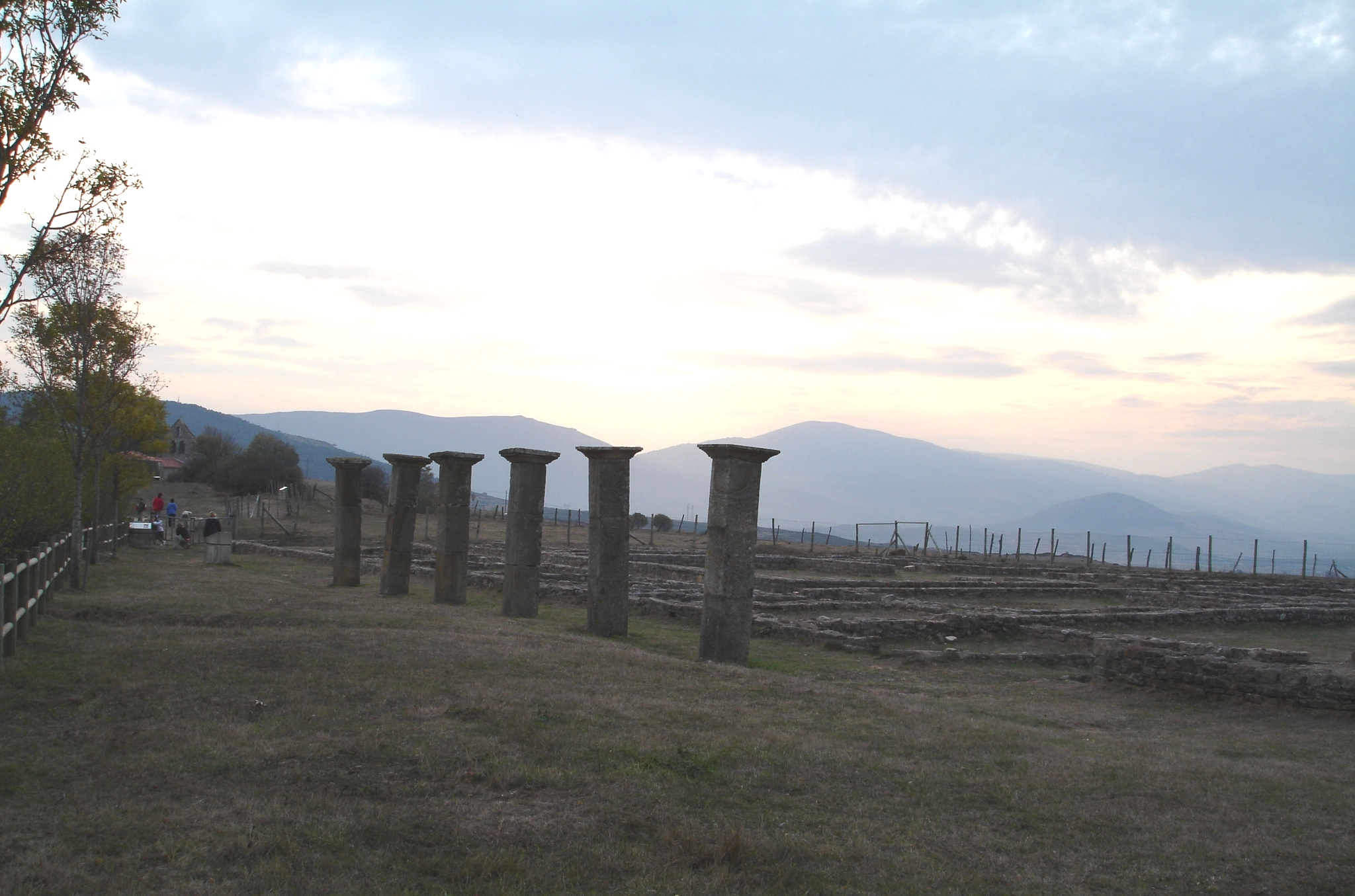
Detalle de las ruinas de Julióbriga, la ciudad más importante de la Cantabria romana. Se observa las columnas que discurren por el Decumanus Maximus.

Junto a la integración dentro de la administración romana de las élites sociales y políticas cántabras, persisten también estructuras sociales nativas y un sincretismo religioso entre el misticismo autóctono y el romano que se perpetuarán hasta fechas muy tardías. Este fenómeno hace que los indígenas equiparen las cualidades bienhechoras de deidades propias con dioses similares romanos, para lo cual fusionaban ambos nombres. Así en Cantabria aparecen altares dedicados a los dioses del panteón romano, como Júpiter, o a dioses mestizos romano-vernáculos, como Júpiter Candamo.
La romanización de Cantabria se puede considerar como un fenómeno selectivo en el territorio, parejo al del urbanismo. La principal ciudad existente en territorio cántabro, Julióbriga, se funda al terminar las guerras cántabras, sobre el 15 a. C., estando ocupada hasta la segunda mitad del siglo III. La misión de esta única urbe romana de importancia estaría estrechamente ligada con el proceso de integración administrativa de las poblaciones cántabras sometidas por Roma tras largos años de resistencia, controlando y administrando un territorio tan amplio como prácticamente toda la Cantabria romana.
Al igual que con Julióbriga, Plinio, y posteriormente Ptolomeo, nos daría datos sobre núcleos menores de la Cantabria como son: Concana, Octaviolca (véase Camesa-Rebolledo), Orgenomescum, Vadinia,  Vellica, Moreca, Aracillum, Noega Ucesia, Bergida, Acella, Amaia, Tritino Bellunte y Decium. Estas ciudades de menor importancia parece que no evolucionaron durante el periodo de dominación romana, estando la mayoría de ellas relacionadas con las tribus que, al parecer, las habitaban y llegaron a poblar Cantabria:  Vadinienses, Orgenomescos, Tamáricos, Vellicos, Concanos, Morecanos, Blendios, Coniacos, Salaenos, Avariginos, Cornecanos y Octavilcos. Finalmente encontramos los puertos de Portus Victoriae Iuliobrigensium, Portus Blendium y Portus Vereasuecae. La antigua Portus Amanum, posteriormente bautizada por los romanos como Flaviobriga con el título de colonia, estaría inserta en territorio autrigón.
Tras las guerras cántabras, y la consecuente ocupación romana de Cantabria, soldados cántabros aparecen formando parte de legiones como la II Augusta, la IX Hispana o la IV Macedonica, tal y como señalan diferentes lápidas funerarias halladas. No obstante lo más frecuente es encontrarlos enrolados como tropa auxiliar. Así ha quedado constancia de que en la segunda mitad del siglo I existían dos cohortes formadas exclusivamente por cántabros: una acantonada en Moesia y la otra en Palestina. 

La península ibérica en torno al 560.
Visigodos
Asentamientos de colonos visigodos
Asentamientos de colonos visigodos
Suevos
Bizantinos
Cántabros y vascones

La cornisa cantábrica fue objeto de explotación agropecuaria y minera (hierro, sal, blenda, plomo y zinc) en beneficio de la metrópoli romana. Este hecho queda patente en la organización de la red viaria, orientada a la exportación de aquellas materias primas. Los romanos establecieron dos vías de salida, una terrestre siguiendo el valle del Ebro hacia Tarraco y Burdeos, y otra marítima, en dirección a la Galia o circunnavegando la Península hacia Gibraltar, para lo cual fundaron una serie de puertos en la costa: Portus Vereasueca (San Vicente de la Barquera), Portus Blendium (Suances), Portus Samanum (Castro-Urdiales), Portus Victoriae (Santander). Conectando ambas salidas se orientaron varias calzadas transversales que recorrían de sur a norte la región.
De estas últimas solo tenemos constancia de tres en nuestra región. La que comunicaba con la Meseta a través de Campoo y el corredor del Besaya; la que cruzaba el valle de Mena y las Encartaciones hasta Flavióbriga; y la que enlazaba Campoo y Cabuérniga con la costa occidental. Se especula igualmente con la existencia de una Vía Aggripa que corriera paralela al litoral, pero hasta ahora no se han hallado vestigios materiales de ella.
Durante los siglos III y IV surge una crisis económica y social en toda Cantabria, las ciudades se van progresivamente abandonado a medida que se produce un aumento de la presión fiscal y de los ataques de los bagaudas, lo que produce un retorno al medio rural de la sociedad, un resurgimiento de las antiguas estructuras organizativas nativas y una aparición creciente de las villas en el campo.
El estado de inquietud y pavor provocado por las invasiones bárbaras produce una reorganización militar de los escasos efectivos que aún se mantienen en el norte de Hispania, posiblemente con el fin de defender la provincia de una hipotética invasión por los Pirineos occidentales, y la fortificación precipitada de Monte Cildá y del antiguo castro de Vellica en el siglos IV y V.
En el año 406 los visigodos se establecen en Hispania como federados del ya debilitado Imperio romano, mientras que el noroeste peninsular se encuentra ocupado por el reino suevo (Galicia y Asturias). Esta situación propicia que cántabros y vascones puedan disfrutar de cierto grado de independencia.
Durante el siglo V apenas hay datos de lo que ocurre en Cantabria y únicamente sabemos, por una breve referencia del cronista Hidacio, que 400 hérulos en siete naves atacaron despiadadamente la costa cántabra y de Vardulia en el año 456.
En este estado de cosas pasarán más de un siglo sin que Cantabria vuelva aparecer en la historiografía. Un tiempo en que el pueblo cántabro escapa al control de suevos y visigodos, en el que gran parte de sus gentes conservan aún un paganismo que, a pesar de los siglos de dominación romana, no había quedado extinto, y en el que resurgen manifestaciones de violencia y agresividad que revelan la escasa romanización del territorio fuera de unos pocos focos culturales romanos. Prueba de ello es que para algunos autores la mayoría de los cántabros aún hablaban su lengua prerromana, en el que aparecían, eso sí, no pocas intrusiones del latín.

## Ducado de Cantabria

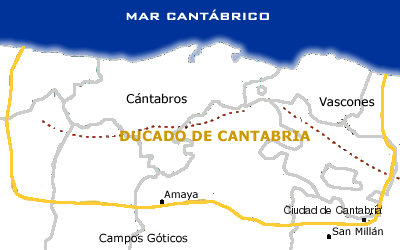
Posibles límites del ducado de Cantabria.

Tras la caída del Imperio romano, Cantabria recuperó su independencia frente al reino visigodo hasta el año 574 en el que, según Braulio de Zaragoza en su Vida de San Millán de la Cogolla, el rey Leovigildo conquista Cantabria y su capital Amaya. Durante este periodo de la historia hispano-goda, Cantabria se integra dentro del reino como provincia fronteriza y se configura un ducado (ver imagen), regido por un Dux, delegado regio en el país. Esta fórmula garantizaría cierto grado de autonomía del pueblo cántabro a pesar de estar bajo control real.
A partir de aquí se sucede un periodo oscuro debido a la escasez de fuentes, no solo relativas a Cantabria sino a todo el norte de España.  No obstante, es probable que debido a la escasa asimilación cultural visigoda de Cantabria y el mantenimiento las arraigadas costumbres bárbaras, no se consiguiera una seguridad política y militar plena en la región, lo que propiciaría años de rebeliones y levantamientos contra el poder real. Ya a este parecer, hacia el año 632, San Isidoro advierte al hablar de los cántabros de su obstinada disposición al pillaje, las luchas y a desafiar los castigos, por lo que se deduce que a principio del siglo VII aún se les consideraba como una posible amenaza.
También durante estos años hubo al parecer luchas fronterizas entre los reyes visigodos de Hispania y los reyes francos de Austrasia y Borgoña en la que Cantabria se vio involucrada. Así, según el Chronicon del cronista franco Fredegario del siglo VII, estos últimos intentaron someter la región de los cántabros y Vasconia, siendo recuperada la primera por Sisebuto. En este mismo texto se cita la existencia en el Ducado de Cantabria de un dux llamado Francio de Cantabria allá por los finales del siglo VI o comienzos del VII, que rendía tributo a los francos desde hacía tiempo, un personaje que sigue siendo aún poco conocido.
De estos últimos testimonios se deduce que el Ducado de Cantabria sería tierra fronteriza entre reinos. Se desconoce si los reyes merovingios tuvieron éxito en sus conquistas al sur de los Pirineos, se han hallado en Álava restos merovingios en 
varias necrópolis y estos hechos estarían relacionados con una mayor expansión de los vascones, quizá aliados de los Francos, hacia el Oeste, Vasconización tardía, pero lo que parece probable es que este ducado era importante para el reino visigodo a modo de marca fronteriza desde donde poder lanzar ofensivas contra los vascones y al mismo tiempo poder controlar a un pueblo cuyo sometimiento era inestable y superficial y que no daba suficientes garantías de paz a los reyes visigodos.